# Quirella mirationis
Quirella mirationis is een slakkensoort uit de familie van de Pyramidellidae. De wetenschappelijke naam van de soort is voor het eerst geldig gepubliceerd in 1959 door Laseron.